# جزيرة ماراتوا
جزيرة ماراتوا وهي جزيرة من جزر إندونيسيا، وتقع في إقليم كالمنتان الشرقية.